# Gabriel Coste
Pour les articles homonymes, voir Coste.
Gabriel Coste est un musicien et compositeur actif à Lyon et à Florence dans le second quart du XVIe siècle.

## Biographie
Comme le souligne Dobbins, aucune trace concrète de Coste n'a encore été relevée dans les archives lyonnaises. Cependant, le patronyme est bien attesté à Lyon, et le fait que Coste ait mis en musique deux stances de Bonaventure des Périers, une épigramme de Pernette du Guillet et un extrait de La Parfaicte amye d'Antoine Héroët montre clairement une attache lyonnaise.
Il pourrait être le "Costo musicho" qui figure dans une liste des familiers du cardinal Alexandre Farnèse dressée à Florence en 1544, avec dix autres musiciens (parmi lesquels François Roussel).

## Œuvres

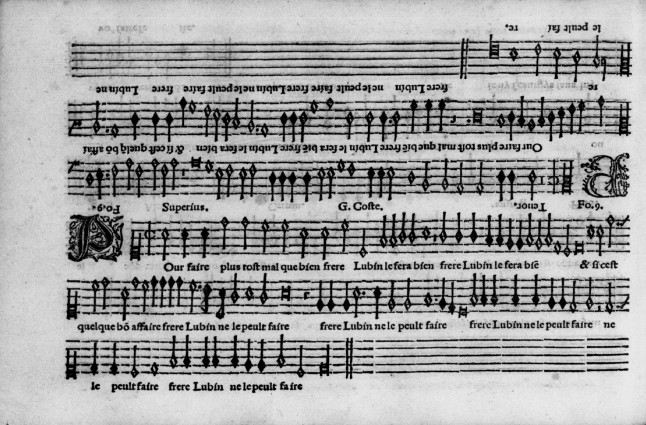
Deux parties de la chanson Pour faire plus tost mal de Coste (1538).

Coste a fait éditer 16 chansons et 2 motets dans les collections de Jacques Moderne entre 1538 et 1543, où il est nommé « G. Coste ».
Pour les chansons :
- Si souvenir pouvoit et Si du proces d'amour dans le Parangon des chansons, 2d livre (Pogue 1969 n° 12, RISM 153816),
- Pour faire plus tost mal et Jusques à la mort (sur un rondeau de Clément Marot), idem, 3e livre (Pogue 1969 n° 13, RISM 153817),
- Ung pouvre aymant, Rigueur me tient et Si les oyseaux, idem 5e livre (Pogue 1969 n° 21, RISM 153920),
- Celle fillette, Sus donc fascheux et O de douleur, idem, 6e livre (Pogue 1969 n° 26, RISM 154016),
- Vien soulas, idem, 7e livre (Pogue 1969 n° 29, RISM 154017),
- A mon advis et Je ne scay combien haine dure, idem, 8e livre (Pogue 1969 n° 30, RISM 15417),
- Le corps ravy et Retirez-vous, idem, 9e livre (Pogue 1969 n° 31, RISM 15418),
- Il n'est pas vray, idem, 10e livre (Pogue 1969 n° 38, RISM 154314).

La seule pièce présente dans le répertoire parisien est la chanson Je ne sçay combien, imprimée par Pierre Attaingnant dans son Septiesme livre contenant xxx chansons nouvelles... en 1540 (Heartz 1969 n° 89, RISM 154013), donc juste avant l'édition de Moderne.
Pour les motets :
- Invocabo nomen tuum (2a p. Eripe me) dans les Motetti del fiore, 4e livre à 4 voix (Pogue 1969 n° 18, RISM 153911),
- Puer natus est nobis (2a p. Pastores dicite), idem, 5e livre à 5-7 voix (Pogue 1969 n° 35, RISM 15425).

Enfin le dernier ricercar qui figure dans la Musique de joye, publiée vers 1545-1550, est signé « Gabriel Costa ». Comme il ne figure pas dans la source vénitienne de 1540 copiée par Moderne, on peut sans risque l'assimiler au « G. Coste » ci-dessus.